# Государственный геологический музей имени В. И. Вернадского РАН
Государственный геологический музей имени В. И. Вернадского РАН (ГГМ РАН) — геологический музей Российской академии наук в Москве, просветительский центр в области геологии и горного дела.
Основные направления работы — популяризация науки, просвещение и концертная деятельность. Музей оказывает услуги по проведению конференций, встреч, концертов и выставок.

## История
Первая партия минералов поступила в коллекцию музея в 1755 году от горнопромышленников Демидовых.

### Учебные музеи
Экспозиции минералогического и палеонтологического музеев служили пособием для обучения студентов Московского университета (1759—1930) и Московского геологоразведочного института (1930—1988).
В Московском университете в минералогическом кружке В. И. Вернадского в 1890-е годы — 1911 годы собрались исследователи, среди которых были А. Е. Ферсман, Я. В. Самойлов и П. К. Алексат, они сформировали московскую минералогическую научную школу. А. П. Павлов и М. В. Павлова с учениками собирали геологическую и палеонтологическую учебные коллекции.
В музее были объединены коллекции из трёх вузов:
- Императорский Московский университет — более 25 000 образцов (за 1759—1930 годы)[1],
- Московская горная академия — около 10 000 образцов (за 1918—1930 годы),
- Московский геологоразведочный институт — около 25 000 образцов (за 1930—1988 годы).

С 1930 года в Минералогическом музее МГРИ работал профессор Н. А. Смольянинов — автор руководства по определению минералов. Изучая в 1930-е годы в фондах музея образцы из коллекции П. К. Алексата, он обнаружил шеелит, что привело к открытию новой вольфрамоворудной провинции в Средней Азии.
В 1950 годах в стенах музея начинали изучать минералогию будущие учёные, открывшие десятки новых минералов, — Е. И. Семёнов и А. П. Хомяков.

### Образование музея

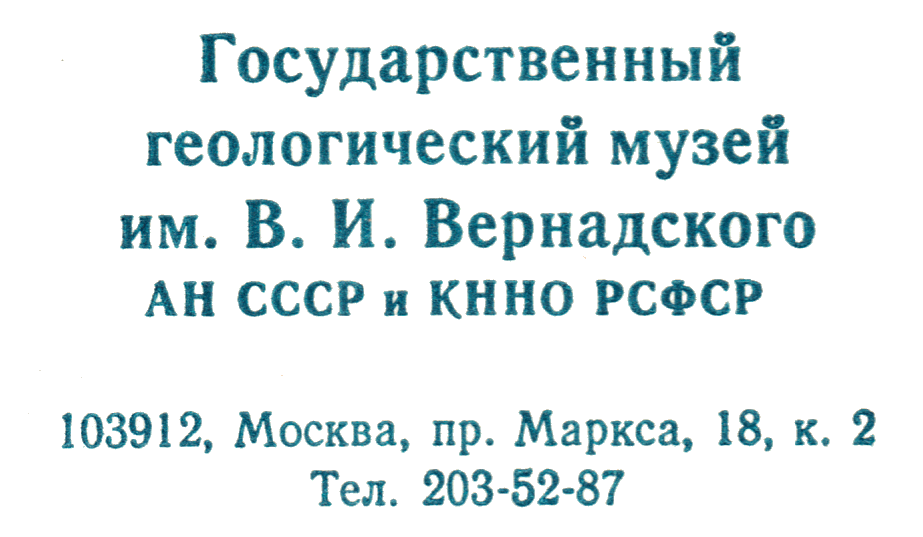
Первый бланк музея

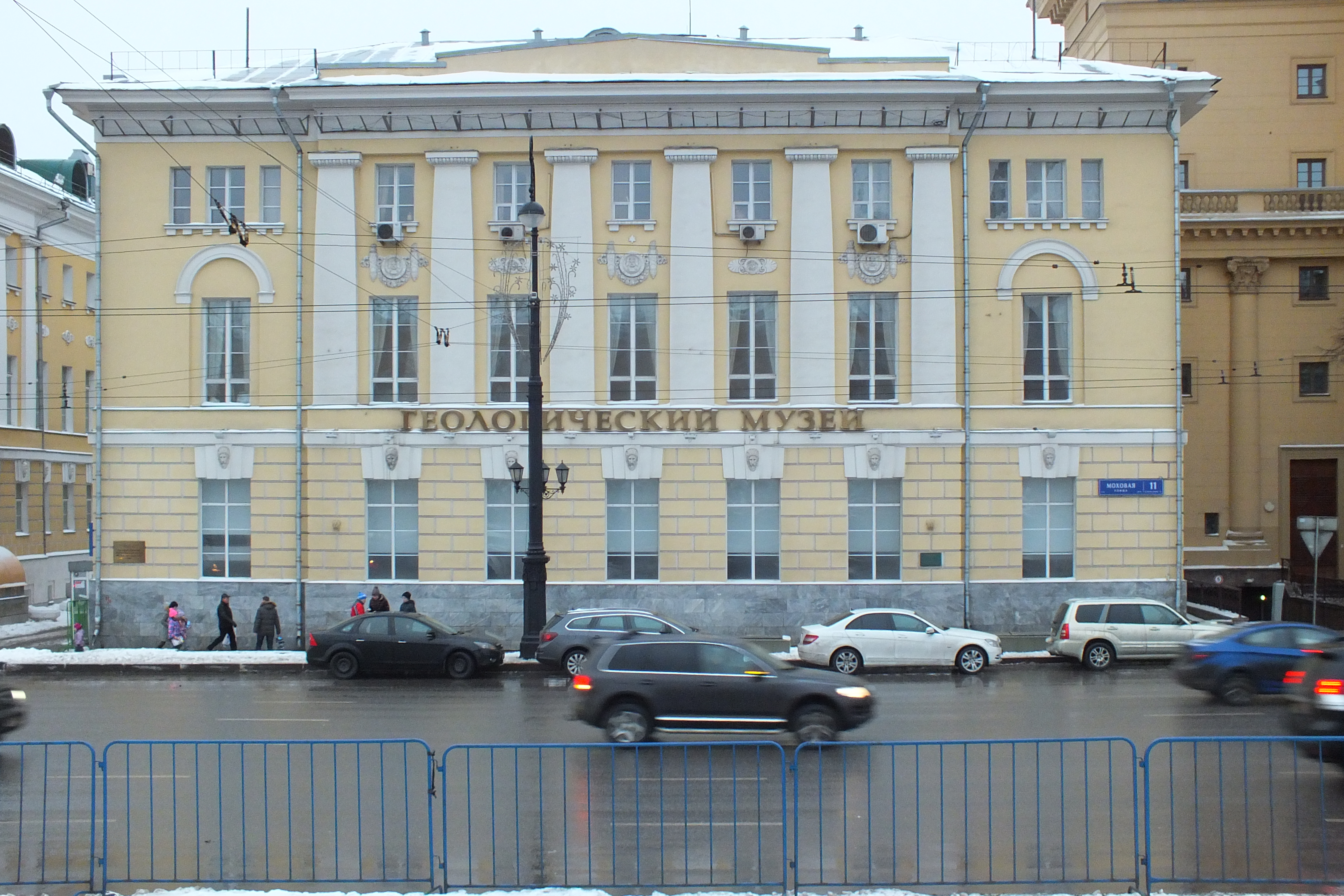
Вид на музей с Манежной площади, 2015

В 1988 году музей был создан по соглашению АН СССР и Минвуза РСФСР, в результате объединения учебных музеев МГРИ:
- Геолого-палеонтологический музей имени А. П. и М. В. Павловых,
- Минералогический музей имени В. И. Вернадского.

Музей стал называться Государственный геологический музей имени В. И. Вернадского АН СССР и КННО РСФСР, коллекция разместилась в здании по адресу проспект Маркса, д. 18 к. 2.
Большую роль в борьбе за сохранение уникальных музейных коллекций играли Д. А. Минеев (научный руководитель Минералогического музея имени В. И. Вернадского МГРИ), академик А. Л. Яншин, общественность и поддержка Президиума АН СССР.
В марте 1994 года музей был переведён в подчинение Президиуму РАН. Зарегистрирован «Устав государственного геологического музея им. В. И. Вернадского РАН».
Здание музея было отремонтировано и в музейных помещениях были созданы оригинальные экспозиции.
В 2014 году, в рамках реформы РАН, был разработан новый Устав музея.

### Руководство музея
Директора музея, по году назначения:
- 1987 — Годовиков, Александр Александрович
- 1988 — Дымкин, Александр Михайлович (с 18 июня 1988)
- 1992 — Наумов, Георгий Борисович (и. о. и заместитель директора)
- 1993 — Самодуров, Юрий Вадимович (и. о. 13 января — 11 июня 1993)
- 1993 — Рундквист, Дмитрий Васильевич
- 2003 — Калабин, Геннадий Валерианович
- 2008 — Белов, Сергей Викторович
- 2010 — Малышев, Юрий Николаевич, далее президент музея
- 2015 — Черкасов, Сергей Владимирович.

## Современная коллекция музея

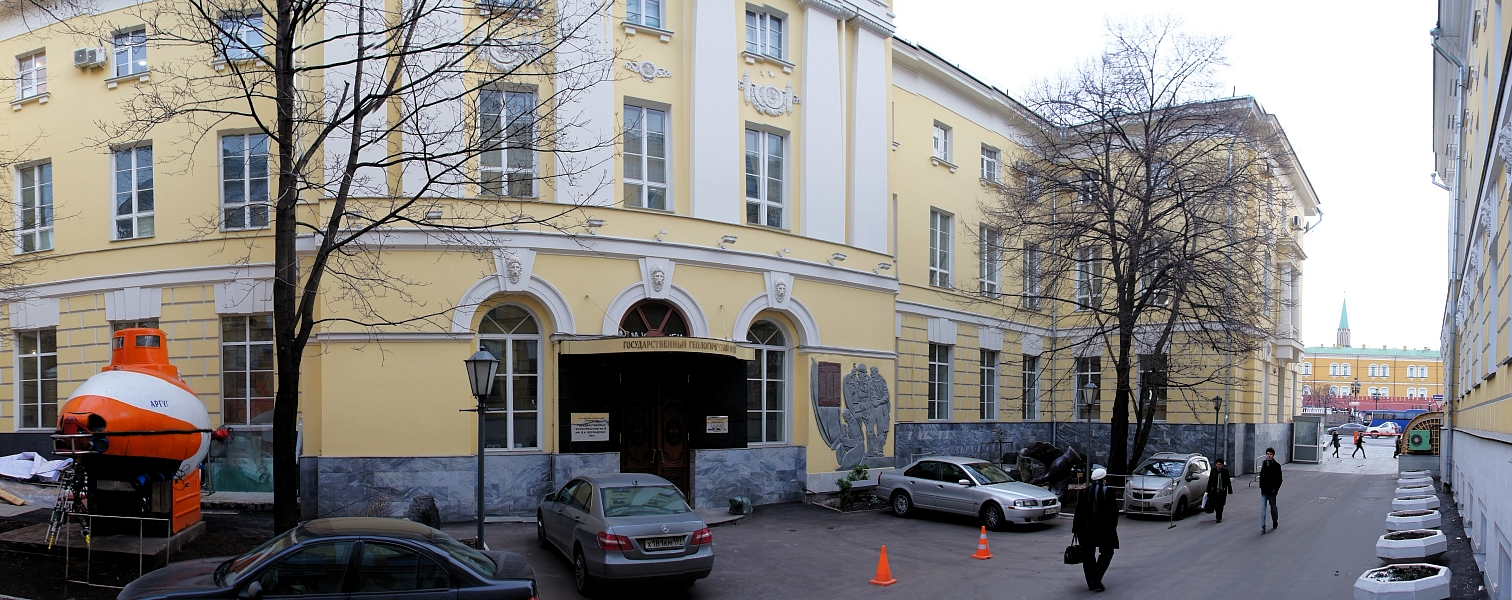
Вход в музей, 2013

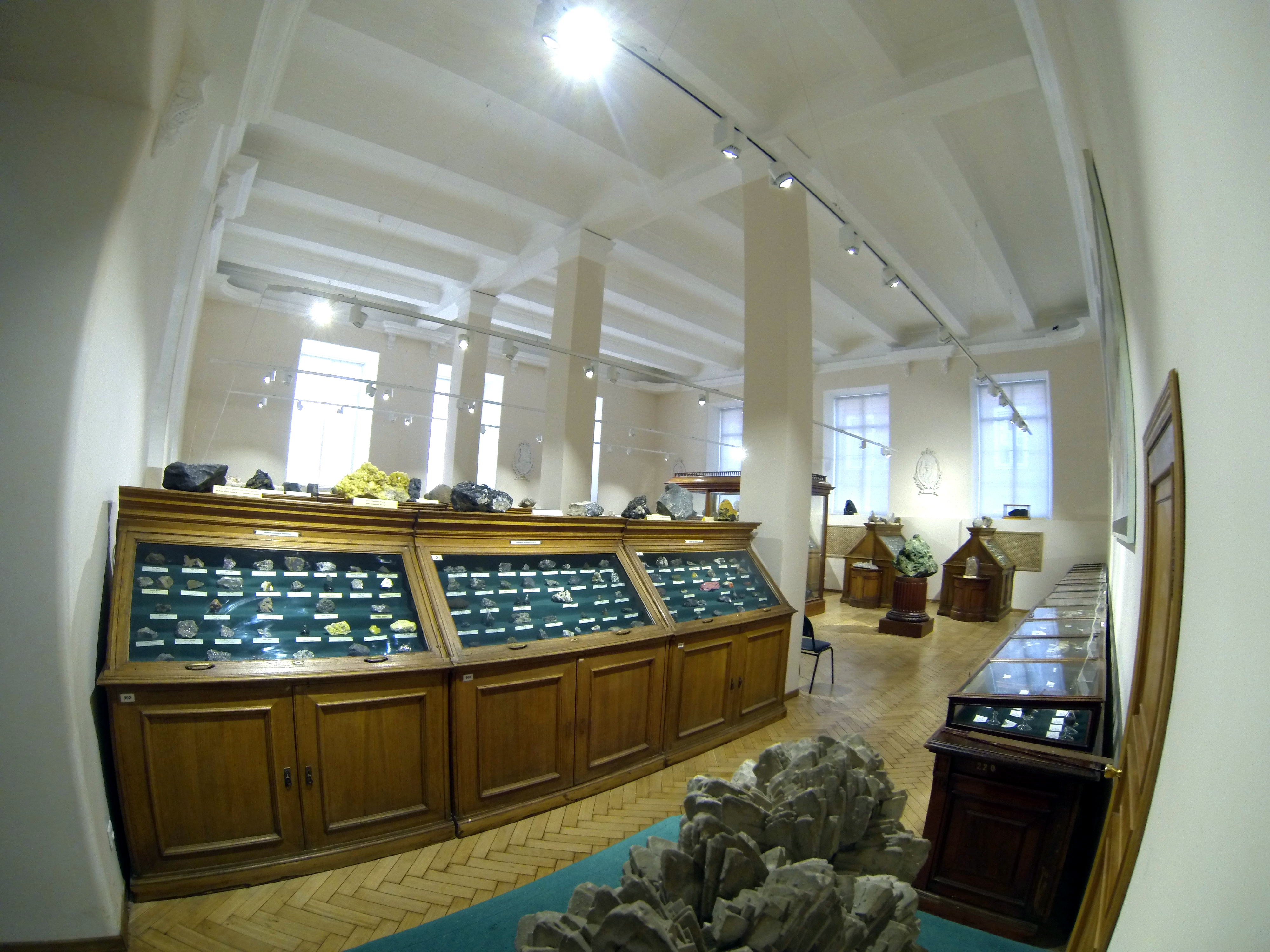
Минералогическая коллекция

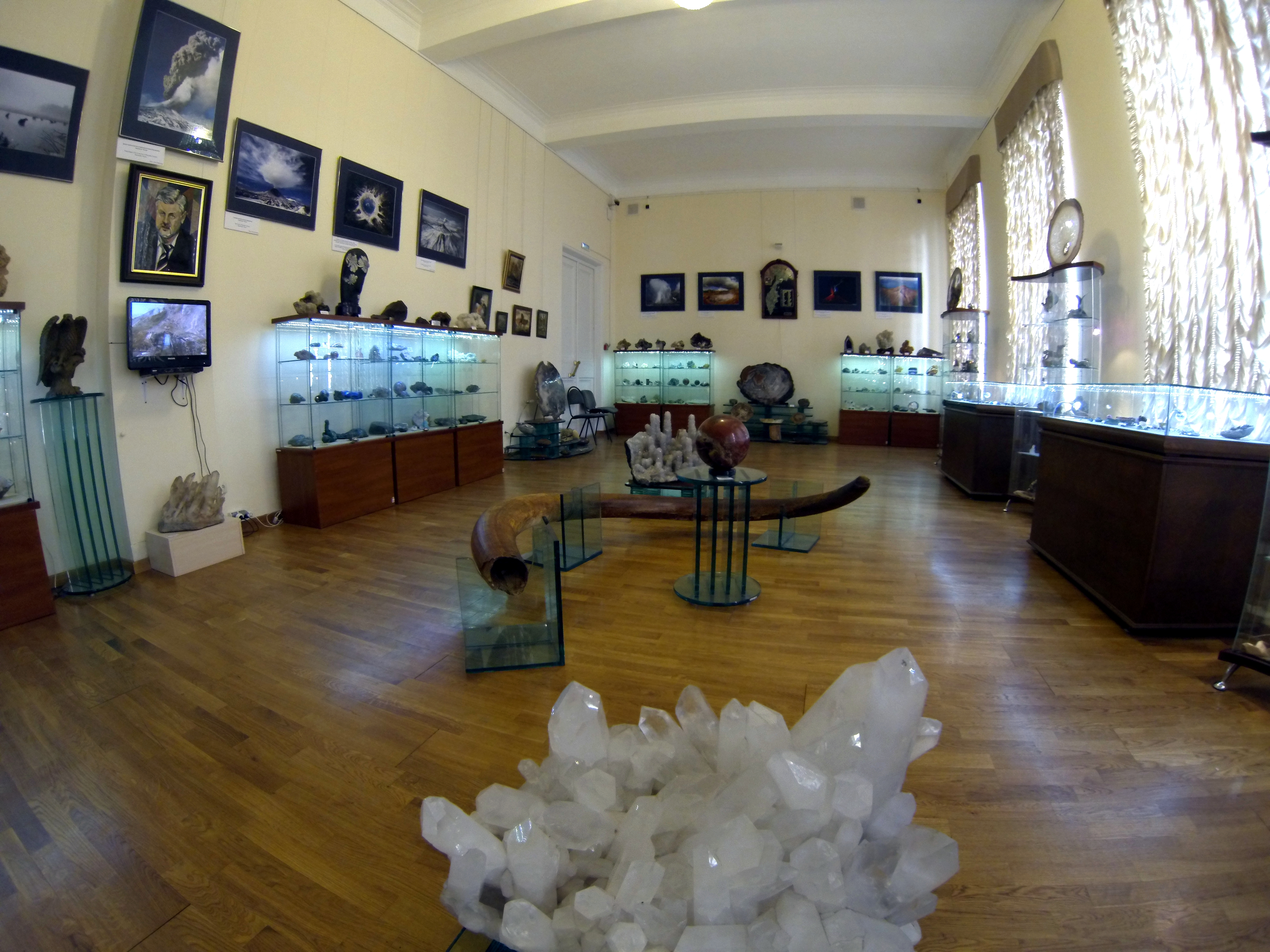
Зал коллекции С. М. Миронова

В собрании музея более 1000 минеральных видов, в том числе образцы из мест открытия минералов, например, ильменит (Ильменский государственный заповедник), жозеит (Сан-Жозе) и другие.
Представлены и распространённые минералы — (кварц, кальцит, гипс, флюорит). Образцы минералов из собрания ГГМ воспроизведены на страницах альбомов «Малахит», «Агат», «Селенит», известных среди минералогов и любителей камня, пятитомной «Горной экспедиции», «Практического руководства по минералогии» Н. А. Смольянинова и других изданий.
Крупнейшим в России (около 1 метра высотой) является кристалл флогопита из Слюдянки, добытый в 1929 году. Именно этот образец привлёк особое внимание академика Ивана Костова при знакомстве с экспозицией музея. Из этого же месторождения поступил огромный призматический кристалл апатита (более 60 см в длину). Ещё три образца выделяются своими размерами: плита самородной меди из Казахстана весом около 500 кг; глыба уральского малахита весом 200 кг на специальном постаменте, подаренная одним из Демидовых и, наконец, гигантский керн каменной соли из Донбасса диаметром 0,8 метра и высотой 1,2 метра. Уникальными по размеру являются также кристаллы аурипигмента — более 25 см в поперечнике (Мен-Кюле, Якутия), плеонаста (чёрная шпинель) — более 12 см (Николае-Максимилиановская копь, Южный Урал), анальцима — более 16 см, Средняя Сибирь, касситерита — около 10 см (Иультин, Чукотка).
Среди наиболее представительных коллекций по минеральным видам, помимо кварца и кальцита, насчитывающих более 2200 образцов каждая, уникальны коллекции флюорита (Англия, Таджикистан, Забайкалье), барита (Англия, Германия, Средняя Азия), гематита (остров Эльба, Швейцария, Китай, Урал), касситерита (Саксонские Рудные горы, Чукотка, Забайкалье), шеелита (Саксония — Рудные горы, Забайкалье, Средняя Азия).
В фондах музея образцы минералов располагаются в систематическом порядке по минеральным видам, а внутри вида — по географической привязке к месту находки: страна — регион — местонахождение. Исключение составляют тематические коллекции:
- Декоративно-поделочные камни — более 600 образцов[источник не указан 2791 день];
- Драгоценные камни и драгоценные самородные металлы;
- Коллекция кристаллов профессора Московского университета М. А. Толстопятова (1836—1890), насчитывающая более 2500 кристаллов[источник не указан 2791 день];
- Псевдоморфозы (более 600 образцов[источник не указан 2791 день]) — коллекция содержит такие редкие псевдоморфозы как медь самородная по кристаллам арагонита (Боливия); касситерит по ортоклазу (Корнуолл), благородный опал по гипсовой розе (Австралия) и многие другие.

В фондах музея собраны образцы из более чем 5000 местонахождений.
- В 1991 году выставка минералов и поделочных камней из коллекций музея демонстрировалась в Голландии, в 2005 году выставка «Кристаллы России» в Польше.
- В 2013 году к 150-летию со дня рождения В. И. Вернадского в музее была оформлена экспозиция минералов, горных пород и метеоритов, собранная и приобретённая В. И. Вернадским.